# Interconector
Un interconector es una infraestructura que permite que la energía fluya entre distintas redes. El término se usa más específicamente para referirse a conexiones internacionales entre redes de electricidad y gas natural.

## Economía
Los interconectores permiten el intercambio de energía entre territorios. Por ejemplo, el Interconector del Mar del Norte permite la comercialización de gas natural entre el Reino Unido y Bélgica y el Interconector Este-Oeste permite la comercialización de electricidad entre el Reino Unido e Irlanda. Un territorio que genera más energía de la que requiere para sus propias actividades puede, por lo tanto, vender el excedente de energía a un territorio vecino.
Los interconectores también proporcionan una mayor capacidad de recuperación. Dentro de la Unión Europea hay un movimiento hacia un mercado único de la energía, que hace que los interconectores sean viables. Como tal, el intercambio de energía nórdico y báltico que se basa en múltiples interconectores. La implementación más completa posible de esto es la superred europea propuesta, que incluiría numerosos interconectores entre las redes nacionales.

## Infraestructuras
Los interconectores pueden atravesar fronteras terrestres o conectar dos áreas de tierra separadas por agua.